# الئونورا مرسک
الئونورا مرسک (به انگلیسی: Eleonora Mærsk) یک کشتی است که طول آن ۳۹۷ متر (۱٬۳۰۲ فوت) و ارتفاع آن ۱۹٫۴ متر (۶۴ فوت) می‌باشد. این کشتی در سال ۲۰۰۶ ساخته شد و متعلق به شرکت مرسک لاین است.